# Самміт (округ Ланглейд, Вісконсин)
Самміт (англ. Summit) — місто (англ. town) в США, в окрузі Ланґлейд штату Вісконсин. Населення — 143 особи (2020).

## Демографія
Згідно з переписом 2010 року, у місті мешкали 163 особи в 71 домогосподарстві у складі 51 родини. Було 180 помешкань
Расовий склад населення:
| - 95,7 % — білих - 0,6 % — чорних або афроамериканців |

До двох чи більше рас належало 3,7 %. Частка іспаномовних становила 0,0 % від усіх жителів.
За віковим діапазоном населення розподілялося таким чином: 20,2 % — особи молодші 18 років, 56,5 % — особи у віці 18—64 років, 23,3 % — особи у віці 65 років та старші. Медіана віку мешканця становила 48,8 року. На 100 осіб жіночої статі у місті припадало 98,8 чоловіків;  на 100 жінок у віці від 18 років та старших — 116,7 чоловіків також старших 18 років.
Середній дохід на одне домашнє господарство  становив 61 031 долар США (медіана — 54 375), а середній дохід на одну сім'ю — 69 850 доларів (медіана — 58 750). Медіана доходів становила 38 000 доларів для чоловіків та 41 250 доларів для жінок. За межею бідності перебувало 4,2 % осіб, у тому числі 0,0 % дітей у віці до 18 років та 3,6 % осіб у віці 65 років та старших.
Цивільне працевлаштоване населення становило 78 осіб. Основні галузі зайнятості: виробництво — 33,3 %, освіта, охорона здоров'я та соціальна допомога — 16,7 %, роздрібна торгівля — 14,1 %.